# ジミー時田のジャニー・ギター
『ジミー時田のジャニー・ギター』（ジミーときたのジャニー・ギター、Johnny Guitar）は、ジミー時田のアルバム。
本作では、ポピュラー・ソングやジャズ・スタンダードを取り上げており、バックを固めるのはマウンテン・プレイボーイズではなく、赤堀文雄とオールスターズ・レオンである。

## 収録曲
Side 1
1. ジャニー・ギター - Johnny Guitar
2. アイム・イン・ザ・ムード・フォー・ラヴ (恋の気分に) - I'm in the Mood for Love
3. 恋人よ、われに帰れ - Lover, Come Back to Me
4. オール・オブ・ミー (私のすべて) - All of Me
5. ヴァイア・コン・ディオス (さよなら) - Vaya Con Dios
6. インディアン・ラヴ・コール - Indian Love Call

Side 2
1. 花はどこへ行った - Where Have All the Flowers Gone
2. うそは罪 - It's a Sin to Tell a Lie
3. サニー・サイド (表通りで) - Oh the Sunny Side of the Street
4. ロング・ロング・タイム (久しぶりね) - It's Been a Long , Long Time
5. マイ・メランコリー・ベビー - My Melancholy Baby
6. レット・ミー・ゴー・ラヴァー (嘆きのワルツ) - Let Me Go, Lover

## パーソネル
- ジミー時田 (ヴォーカル、ギター)
- 赤堀文雄 (編曲・指揮)
- オール・スターズ・レオン
  - 神谷正行（エレクトリック・ギター）